# Blackstar (песня Дэвида Боуи)
«Blackstar» (название иногда обозначается как «★») — песня британского рок-музыканта Дэвида Боуи. Была выпущена в качестве первого сингла в поддержку двадцать шестого и последнего одноимённого альбома музыканта 19 ноября 2015 года. «Blackstar» дебютировал с 61 позиции в чарте UK Singles Chart, с 70-й в чарте Франции и с 78 позиции в Billboard Hot 100.
Песня «★» получила две премии Грэмми в категориях Лучшая рок-песня и Лучшее рок-исполнение на 59-й ежегодной церемонии, прошедшей 12 февраля 2017 года.

## Создание и релиз
Песня в оригинале длится более 11 минут, но Боуи и Тони Висконти сократили её до 9:57, что сделало этот трек вторым по продолжительности в карьере Дэвида, после «Station to Station», который длится чуть более десяти минут. Это сокращение времени было связано с ограничением iTunes, а Боуи не желал путать слушателей разными версиями в альбоме и сингле. «Blackstar» сочетает стили арт-рок и джазтроника. Её также описывают как авангардная джазовая научно-фантастическая песня с влиянием Григорианского пения. В средней части песня возвращается от эйсид-хаусного стиля к саксофонному соло и к блюзовой спокойной части.

## Отзывы
Райан Домбал из Pitchfork назвал песню лучшим новым треком («Best New Track») и описал её как «удивительно странной и откровенной». Домбал также заметил, что она ближе всего к его фантазиям 1976 года, таким как Station to Station, чем какая-либо другая вещь Боуи с тех пор. Pitchfork Media назвал видеоклип «Blackstar» 11-м лучшим музыкальным видео 2015 года. 12 февраля 2017 года на 59-й ежегодной церемонии Грэмми песня «★» получила две премии в категориях Лучшая рок-песня и Лучшее рок-исполнение.

## Музыкальное видео
Официальное музыкальное видео «Blackstar» было снято шведским музыкантом и клипмейкером Юханом Ренком. Это сюрреалистический короткий фильм продолжительностью около 10 минут. Он изображает женщину с хвостом, обнаружившую мертвого астронавта и принимающую его драгоценный инкрустированный череп. Кости космонавта улетают в звёздное затмение, в то время как круг женщин выполняет ритуал с черепом в центре древнего потустороннего города. Съёмки проходили в сентябре 2015 года в студии в Бруклине.
Видео получило премию MTV в категории «Лучшая художественная работа» (Best Art Direction) на Церемонии MTV Video Music Awards 2016 (художник-постановщик: Жан Уллевиг).

## Список композиций
| №  | Название    | Автор(ы)                  | Продюсер(ы) | Длительность |
| -- | ----------- | ------------------------- | ----------- | ------------ |
| 1. | «Blackstar» | Дэвид Боуи, Тони Висконти | Дэвид Боуи  | 9:59         |

| №  | Название    | Автор(ы)       | Продюсер(ы) | Длительность |
| -- | ----------- | -------------- | ----------- | ------------ |
| 1. | «Blackstar» | Боуи, Висконти | Боуи        | 9:58         |

| №  | Название    | Автор(ы)       | Продюсер(ы) | Длительность |
| -- | ----------- | -------------- | ----------- | ------------ |
| 1. | «Blackstar» | Боуи, Висконти | Боуи        | 9:57         |

| №  | Название    | Автор(ы)       | Продюсер(ы) | Длительность |
| -- | ----------- | -------------- | ----------- | ------------ |
| 1. | «Blackstar» | Боуи, Висконти | Боуи        | 9:57         |

## Участники записи
Данные взяты с сайта Discogs
| Инструменты - Дэвид Боуи — вокал, акустическая гитара, микширование, продюсирование, струнные аранжировки - Тим Лефевр — бас - Марк Гулиана — ударные, перкуссия - Донни Маккаслин — флейта, саксофон, деревянные духовые инструменты | - Бен Мондер — гитара - Джейсон Линднер — фортепиано, орган, клавишные Дополнительный персонал - Тони Висконти — продюсирование, струнные, звукорежиссёр, микширование - Джо Лапорта — мастеринг | - Кевин Киллен — звукорежиссёр - Эрвин Тонкон — ассистент звукорежиссёра - Джо Висциано — ассистент звукорежиссёра - Кабир Хернон — ассистент звукорежиссёра - Том Элмхирст — микширование |

## Чарты
| Чарт (2015—2016)                             | Высшая позиция |
| -------------------------------------------- | -------------- |
| Австрия (Ö3 Austria Top 40)                  | 69             |
| Бельгия (Ultratip Flanders)                  | 84             |
| Бельгия (Ultratip Wallonia)                  | 37             |
| Канада (Billboard Canadian Hot 100)          | 53             |
| Франция (SNEP)                               | 45             |
| Германия (Official German Charts)            | 97             |
| Венгрия (Single Top 40)                      | 16             |
| Ирландия (IRMA)                              | 62             |
| Италия (FIMI)                                | 31             |
| Япония (Billboard Japan Hot 100)             | 55             |
| Япония (Japan Hot Overseas, Billboard)       | 8              |
| Нидерланды (Single Top 100)                  | 44             |
| Швеция (Sverigetopplistan)                   | 50             |
| Швейцария (Swiss Hitparade)                  | 20             |
| Великобритания (OCC UK Singles)              | 61             |
| (UK Singles Sales Chart)                     | 60             |
| США (Billboard Hot 100)                      | 78             |
| США (Billboard Hot Rock & Alternative Songs) | 13             |

## История релиза
| Регион | Дата           | Формат                    | Лейбл         | П.     |
| ------ | -------------- | ------------------------- | ------------- | ------ |
| США    | 19 ноября 2015 | Цифровая дистрибуция      | ISO, Columbia | [ 12 ] |
| Италия | 19 ноября 2015 | Современное хитовое радио | Columbia      | [ 32 ] |